# Samenstelling Belgische Senaat 1999-2003
De lijst van leden van de Belgische Senaat van 1999 tot 2003. De Senaat telt 74 zetels. Op 13 juni 1999 tijdens de federale verkiezingen werden 40 senatoren rechtstreeks verkozen. Het federale kiesstelsel is gebaseerd op algemeen enkelvoudig stemrecht voor alle Belgen van 18 jaar en ouder, volgens een systeem van evenredige vertegenwoordiging op basis van de methode-D'Hondt, gecombineerd met een districtenstelsel. De legislatuur liep van 1 juli 1999 tot 10 april 2003.

## Samenstelling
|  | VLD         | 6 | 3 | 2 | 11 |  | VLD         | 11 |
|  | CVP         | 6 | 3 | 1 | 10 |  | CD&V        | 10 |
|  | PS          | 4 | 4 | 2 | 10 |  | PS          | 10 |
|  | PRL-FDF-MCC | 5 | 3 | 1 | 9  |  | MR          | 9  |
|  | SP          | 4 | 1 | 1 | 6  |  | sp.a        | 6  |
|  | Ecolo       | 3 | 3 | 0 | 6  |  | Ecolo       | 6  |
|  | Vlaams Blok | 4 | 1 | 1 | 6  |  | Vlaams Blok | 6  |
|  | PSC         | 3 | 1 | 1 | 5  |  | cdH         | 5  |
|  | Agalev      | 3 | 1 | 1 | 5  |  | Agalev      | 5  |
|  | VU-ID       | 2 | 1 | 0 | 3  |  | VU-ID       | 3  |

## Lijst van de verkozenen
| Senator                     | Partij      | Taalgroep  | Aanduiding                                                                       | Opmerkingen |
| --------------------------- | ----------- | ---------- | -------------------------------------------------------------------------------- | --- |
| Philippe Bodson             | PRL         | Frans      | Rechtstreeks gekozen senator.                                                    | |
| Jurgen Ceder                | Vlaams Blok | Nederlands | Rechtstreeks gekozen senator.                                                    | |
| Marcel Colla                | SP          | Nederlands | Rechtstreeks gekozen senator.                                                    | Voorzitter van de commissie Buitenlandse Betrekkingen en Landsverdediging. |
| Georges Dallemagne          | PSC         | Frans      | Rechtstreeks gekozen senator.                                                    | |
| Sabine de Bethune           | CVP         | Nederlands | Rechtstreeks gekozen senator.                                                    | Ondervoorzitter. |
| Jean-Marie Dedecker         | VLD         | Nederlands | Rechtstreeks gekozen senator.                                                    | |
| Paul De Grauwe              | VLD         | Nederlands | Rechtstreeks gekozen senator.                                                    | Voorzitter van de commissie Financiën en Economische Aangelegenheden. |
| Jan Steverlynck             | CVP         | Nederlands | Rechtstreeks gekozen senator.                                                    | Vervangt vanaf 1 februari 2001 Jean-Luc Dehaene, die burgemeester van Vilvoorde wordt. |
| Jacinta De Roeck            | Agalev      | Nederlands | Rechtstreeks gekozen senator.                                                    | |
| Nathalie de T'Serclaes      | MCC         | Frans      | Rechtstreeks gekozen senator.                                                    | |
| Josy Dubié                  | Ecolo       | Frans      | Rechtstreeks gekozen senator.                                                    | Quaestor en voorzitter van de commissie Justitie. |
| Jean-Marie Happart          | PS          | Frans      | Rechtstreeks gekozen senator.                                                    | Vervangt vanaf 1 juli 1999 José Happart, die verkiest om in het Waals Parlement te zetelen. Jean-Marie Happart is ondervoorzitter. |
| Alain Destexhe              | PRL         | Frans      | Rechtstreeks gekozen senator.                                                    | Vervangt vanaf 14 juli 1999 Herve Hasquin, die minister in de Franse Gemeenschapsregering wordt. |
| Theo Kelchtermans           | CVP         | Nederlands | Rechtstreeks gekozen senator.                                                    | Voorzitter van de commissie Sociale Aangelegenheden tot 6 februari 2002. |
| Jeannine Leduc              | VLD         | Nederlands | Rechtstreeks gekozen senator.                                                    | Voorzitter van de VLD-fractie. |
| Anne-Marie Lizin            | PS          | Frans      | Rechtstreeks gekozen senator.                                                    | Voorzitter van de commissie Binnenlandse Zaken en Administratieve Aangelegenheden. |
| Frans Lozie                 | Agalev      | Nederlands | Rechtstreeks gekozen senator.                                                    | Voorzitter van de Agalev-fractie. |
| Philippe Mahoux             | PS          | Frans      | Rechtstreeks gekozen senator.                                                    | Voorzitter van de PS-fractie. |
| Michel Barbeaux             | PSC         | Frans      | Rechtstreeks gekozen senator.                                                    | Vervangt vanaf 20 januari 2000 Philippe Maystadt, die voorzitter van de Europese Investeringsbank wordt. |
| Christine Cornet d'Elzius   | PRL         | Frans      | Rechtstreeks gekozen senator.                                                    | Vervangt vanaf 14 juli 1999 Louis Michel, die minister in de Federale Regering wordt. |
| Guy Moens                   | SP          | Nederlands | Rechtstreeks gekozen senator.                                                    | Quaestor. |
| Philippe Monfils            | PRL         | Frans      | Rechtstreeks gekozen senator.                                                    | Voorzitter van de PRL-FDF-MCC/MR-fractie. |
| Jacky Morael                | Ecolo       | Frans      | Rechtstreeks gekozen senator.                                                    | |
| Jacques D'Hooghe            | CVP         | Nederlands | Rechtstreeks gekozen senator.                                                    | Vervangt vanaf 15 februari 2001 Reginald Moreels, die speciaal regeringsvertegenwoordiger voor humanitaire zaken wordt. Moreels zetelde vanaf 10 oktober 2000 als onafhankelijke. Jacques D'Hooghe is vanaf 6 februari 2002 voorzitter van de commissie Sociale Aangelegenheden. |
| Philippe Moureaux           | PS          | Frans      | Rechtstreeks gekozen senator.                                                    | |
| Marie Nagy                  | Ecolo       | Frans      | Rechtstreeks gekozen senator.                                                    | Voorzitter van de Ecolo-fractie. |
| Yves Buysse                 | Vlaams Blok | Nederlands | Rechtstreeks gekozen senator.                                                    | Vervangt vanaf 8 maart 2001 Roeland Raes, die wegens negationistische uitspraken ontslag moet nemen. |
| Martine Taelman             | VLD         | Nederlands | Rechtstreeks gekozen senator.                                                    | |
| Erika Thijs                 | CVP         | Nederlands | Rechtstreeks gekozen senator.                                                    | |
| Louis Tobback               | SP          | Nederlands | Rechtstreeks gekozen senator.                                                    | |
| Hugo Vandenberghe           | CVP         | Nederlands | Rechtstreeks gekozen senator.                                                    | Voorzitter van de CVP/CD&V-fractie. |
| Patrik Vankrunkelsven       | VU-ID       | Nederlands | Rechtstreeks gekozen senator.                                                    | Voorzitter van de VU-ID-fractie. |
| Myriam Vanlerberghe         | SP          | Nederlands | Rechtstreeks gekozen senator.                                                    | Voorzitter van de SP/sp.a-fractie. |
| Vincent Van Quickenborne    | VU-ID       | Nederlands | Rechtstreeks gekozen senator.                                                    | |
| Gerda Van Steenberge        | Vlaams Blok | Nederlands | Rechtstreeks gekozen senator.                                                    | |
| Iris Van Riet               | VLD         | Nederlands | Rechtstreeks gekozen senator.                                                    | Vervangt vanaf 14 juli 1999 Guy Verhofstadt, die minister in de Federale Regering wordt. |
| Wim Verreycken              | Vlaams Blok | Nederlands | Rechtstreeks gekozen senator.                                                    | Voorzitter van de Vlaams Blok-fractie. |
| André Geens                 | VLD         | Nederlands | Rechtstreeks gekozen senator.                                                    | Vervangt vanaf 14 juli 1999 Marc Verwilghen, die minister in de Federale Regering wordt. |
| Meryem Kaçar                | Agalev      | Nederlands | Rechtstreeks gekozen senator.                                                    | Vervangt vanaf 14 juli 1999 Mieke Vogels, die minister in de Vlaamse Regering wordt. |
| Magdeleine Willame-Boonen   | PSC         | Frans      | Rechtstreeks gekozen senator.                                                    | Voorzitter van de PSC-fractie tot 27 november 2000. |
| Ludwig Caluwé               | CVP         | Nederlands | Gemeenschapssenator aangeduid door het Vlaams Parlement.                         | |
| Marcel Cheron               | Ecolo       | Frans      | Gemeenschapssenator aangeduid door het Parlement van de Franse Gemeenschap.      | |
| Sfia Bouarfa                | PS          | Frans      | Gemeenschapssenator aangeduid door het Parlement van de Franse Gemeenschap.      | Vervangt vanaf 16 mei 2001 Mohammed Daif, die schepen van Sint-Jans-Molenbeek wordt. |
| Olivier De Clippele         | PRL         | Frans      | Gemeenschapssenator aangeduid door het Parlement van de Franse Gemeenschap.      | |
| Jacques Devolder            | VLD         | Nederlands | Gemeenschapssenator aangeduid door het Vlaams Parlement.                         | Quaestor. |
| Johan Malcorps              | Agalev      | Nederlands | Gemeenschapssenator aangeduid door het Vlaams Parlement.                         | Vervangt vanaf 14 juli 1999 Vera Dua, die minister in de Vlaamse Regering wordt. |
| Luc Van den Brande          | CVP         | Nederlands | Gemeenschapssenator aangeduid door het Vlaams Parlement.                         | Vervangt vanaf 13 oktober 1999 Carl Decaluwe. Decaluwe verving Luc Van den Brande tot het einde van zijn ministerschap in de Vlaamse Regering. |
| Paul Galand                 | Ecolo       | Frans      | Gemeenschapssenator aangeduid door het Parlement van de Franse Gemeenschap.      | |
| Michel Guilbert             | Ecolo       | Frans      | Gemeenschapssenator aangeduid door het Parlement van de Franse Gemeenschap.      | Vervangt vanaf 17 oktober 2002 Marc Hordies, die partijvoorzitter van Ecolo wordt. |
| Jean-François Istasse       | PS          | Frans      | Gemeenschapssenator aangeduid door het Parlement van de Franse Gemeenschap.      | |
| Jacques Timmermans          | SP          | Nederlands | Gemeenschapssenator aangeduid door het Vlaams Parlement.                         | Vervangt vanaf 10 mei 2001 Chokri Mahassine, die gemeenteraadslid van Leopoldsburg wordt en dit niet wil cumuleren met het mandaat van senator. |
| Armand De Decker            | PRL         | Frans      | Gemeenschapssenator aangeduid door het Parlement van de Franse Gemeenschap.      | Vervangt vanaf 14 juli 1999 Richard Miller, die voorzitter van het Waals Parlement wordt en dit niet wil cumuleren met het mandaat van senator. De Decker is vanaf 14 juli 1999 Senaatsvoorzitter en voorzitter van de commissie Institutionele Aangelegenheden.                 |
| Francis Poty                | PS          | Frans      | Gemeenschapssenator aangeduid door het Parlement van de Franse Gemeenschap.      | |
| Didier Ramoudt              | VLD         | Nederlands | Gemeenschapssenator aangeduid door het Vlaams Parlement.                         | |
| Louis Siquet                | PS          | Duits      | Gemeenschapssenator aangeduid door het Parlement van de Duitstalige Gemeenschap. | |
| René Thissen                | PSC         | Frans      | Gemeenschapssenator aangeduid door het Parlement van de Franse Gemeenschap.      | Voorzitter van de PSC-fractie vanaf 27 november 2000. |
| Chris Vandenbroeke          | VU-ID       | Nederlands | Gemeenschapssenator aangeduid door het Vlaams Parlement.                         | |
| Joris Van Hauthem           | Vlaams Blok | Nederlands | Gemeenschapssenator aangeduid door het Vlaams Parlement.                         | Ondervoorzitter. |
| Ingrid Van Kessel           | CVP         | Nederlands | Gemeenschapssenator aangeduid door het Vlaams Parlement.                         | |
| Paul Wille                  | VLD         | Nederlands | Gemeenschapssenator aangeduid door het Vlaams Parlement.                         | |
| François Roelants du Vivier | FDF         | Frans      | Gemeenschapssenator aangeduid door het Parlement van de Franse Gemeenschap.      | Vervangt vanaf 21 november 2000 Alain Zenner (PRL), die regeringscommissaris in de Federale Regering wordt. |
| Frank Creyelman             | Vlaams Blok | Nederlands | Gecoöpteerd senator.                                                             | |
| Mia De Schamphelaere        | CVP         | Nederlands | Gecoöpteerd senator.                                                             | |
| Mimi Kestelijn-Sierens      | VLD         | Nederlands | Gecoöpteerd senator.                                                             | |
| Marie-José Laloy            | PS          | Frans      | Gecoöpteerd senator.                                                             | |
| Fatma Pehlivan              | SP          | Nederlands | Gecoöpteerd senator.                                                             | Vervangt vanaf 1 februari 2001 Kathy Lindekens, die schepen van Antwerpen wordt. |
| Michiel Maertens            | Agalev      | Nederlands | Gecoöpteerd senator.                                                             | |
| Jean-Pierre Malmendier      | PRL         | Frans      | Gecoöpteerd senator.                                                             | |
| Clotilde Nyssens            | PSC         | Frans      | Gecoöpteerd senator.                                                             | |
| Jan Remans                  | VLD         | Nederlands | Gecoöpteerd senator.                                                             | |
| Jean Cornil                 | PS          | Frans      | Gecoöpteerd senator.                                                             | Vervangt vanaf 8 februari 2001 Jacques Santkin, die lid wordt van het Europees Parlement. |
| Filip van België            | -           | -          | Senator van rechtswege.                                                          | |
| Astrid van België           | -           | -          | Senator van rechtswege.                                                          | |
| Laurent van België          | -           | -          | Senator van rechtswege.                                                          | Zetelt vanaf 31 mei 2000. |

## Commissies
In 2001 werd een parlementaire onderzoekscommissie opgericht naar de legale en illegale exploitatie van en de handel in natuurlijke rijkdommen in de regio van de Afrikaanse Grote Meren, in het licht van de conflictsituatie en de betrokkenheid van België daarbij.

## Legende
- CVP: Christelijke Volkspartij
- VLD: Vlaamse Liberalen en Democraten
- SP: Socialistische Partij
- VU-ID: Volksunie - ID21
- PRL-FDF-MCC: Parti Réformateur Libéral - Front Démocratique des Francophones - Mouvement des Citoyens pour le Changement.
- PS: Parti Socialiste
- PSC: Parti Social Chrétien
- Écolo: Ecologistes Confédérés pour l'Organisation de Luttes Originales